# Giovanni Filippo d'Arco

Stemma della famiglia D'Arco

Il conte Giovanni Filippo d'Arco, noto nei paesi di lingua tedesca come Johann Philipp von Arch (Arco, 11 maggio 1652 – Bregenz, 18 febbraio 1704), è stato un militare italiano naturalizzato tedesco, prestò servizio col Sacro Romano Impero raggiungendo il grado di feldmaresciallo. Fu giustiziato per essersi arreso ai francesi a Breisach.

## Biografia
Filippo d'Arco nacque ad Arco, (Trento) nel castello da cui i suoi avi, signori feudali di quei luoghi sin dall'età carolingia, avevano tratto il nome. Figlio del conte Massimiliano Prospero d'Arco e di Cecilia di Lodron-Laterano, dopo gli studi universitari a Ingolstadt, in Baviera, abbracciò la carriera militare nell'esercito imperiale. Partecipò all'inizio della guerra austro-turca (1683-1699) contro i ribelli ungheresi, distogliendo parte delle forze turche dall'assedio di Vienna. Nel 1685 entrò al servizio di Massimiliano II Emanuele di Baviera col grado di colonnello di un reggimento di dragoni e combatté dalla parte della lega di Augusta contro l'esercito di Luigi XIV sul Reno e nelle Province Unite. Tornò al servizio dell'imperatore Leopoldo nel 1699 e divenne feldmaresciallo e comandante della fortezza di Breisach, appartenuta fino ad allora Francia e ceduta all'Impero in base al  Trattato di Ryswick (1697).
Eventi drammatici si ebbero per Filippo d'Arco con la guerra di successione spagnola, il conflitto europeo che dal 1700 vide su fronti contrapposti da un lato la Francia di Luigi XIV e la Baviera Massimiliano II, dall'altro l'imperatore Leopoldo, fra le cui truppe militava Filippo d'Arco, e numerosi altri sovrani europei uniti nella cosiddetta Grande Alleanza
. Nel 1703 venne distrutto il castello di famiglia ad Arco dopo un assedio delle truppe francesi guidate dal duca di Vendôme, mentre suo fratello Ferdinando fu ucciso da un contadino tirolese che lo aveva scambiato per Massimiliano II di Baviera. Nel frattempo Luigi XIV di Francia, che aveva ceduto malvolentieri la fortezza di Breisach, cercò di riconquistarla nell'estate del 1703 ordinando al Delfino e al Duca di Tallard di cingerla d'assedio.
Riguardo all'assedio di Breisach sappiamo solo ciò che riferisce in una sua memoria Luigi Ferdinando Marsili, il grande scienziato che all'epoca era colonnello dell'esercito imperiale e vice comandante del presidio militare di Breisach. Dal punto di vista ingegneristico, la fortezza, che i francesi avevano fatto fortificare dal Vauban, era giudicata imprendibile. Tuttavia sia gli uomini che gli armamenti degli imperiali erano insufficienti (1744 militari e 40 cannoni), di gran lunga inferiori a quelle degli assedianti  francesi; il Margravio di Baden aveva rifiutato di mandare rinforzi, ma aveva ordinato di difendere Breisach fino all'ultima goccia di sangue; le operazioni di assedio da parte francese erano dirette dallo stesso Vauban.  Il conte d'Arco convocò il consiglio di guerra, e gli ufficiali imperiali si pronunziarono all'unanimità per la capitolazione, che avvenne con l'onore delle armi il 6 settembre 1703, dopo 13 giorni di assedio. Poiché Breisach era una posizione strategica e  la resa contraria agli ordini ricevuti, gli ufficiali del presidio furono sottoposti ad un processo militare che si svolse a Bregenz, sul lago di Costanza, e si concluse il 15 febbraio 1704 con la condanna a morte del d'Arco e con la degradazione con ignominia del Marsili. Probabilmente si trattò di un giudizio affrettato, visto che qualche anno dopo il Marsili fu reintegrato nell'onore militare.